# 溫德 (愛達荷州)
溫德（英語：Winder）是位於美國愛達荷州富蘭克林縣的一個非建制地區。該地的面積和人口皆未知。

## 地理
溫德的座標為42°10′35″N 111°54′57″W / 42.17639°N 111.91583°W，而該地的平均海拔高度為1451米（即4760英尺）。